# 平面文件数据库

平面文件数据库示例

平面文件数据库是存储在一个叫做平面文件的数据库。此類資料庫没有索引或資料之间关系的结构。而一个平面文件可以是一个纯文本文件，也可以是一个二进制文件。資料之間的关系可以从数据库中的数据推断出来，但数据库格式本身并不明确这些关系。平面文件数据库通常為小型数据库。